# Liste des prétendants au trône de Géorgie
Pour les articles homonymes, voir Trône (homonymie).
 (février 2009).
Si vous disposez d'ouvrages ou d'articles de référence ou si vous connaissez des sites web de qualité traitant du thème abordé ici, merci de compléter l'article en donnant les références utiles à sa vérifiabilité et en les liant à la section « Notes et références ».
Cet article présente la liste des descendants Bagrations des rois de Géorgie qui prétendirent ou qui prétendent à la couronne de Géorgie, une ex-république soviétique qui fut une monarchie de l'Antiquité jusqu'au XIXe siècle.

## Contexte et premiers "prétendants"
Les premiers "prétendants au trône" de Géorgie (à l'époque l'Ibérie) datent du Xe siècle. En effet, en 916, les co-rois abkhazes Giorgi II et Bagrat II envahirent l'Ibérie et le Curopalate (gouverneur byzantin) de l'époque Adarnasse Ier Bagration se proclama roi titulaire d'Ibérie, titre qu'il garda jusqu'à sa mort en 923. Dès lors, ses descendants se succédèrent en tant que prétendants au trône d'Ibérie :
- 923-937 : Davit Ier, fils d'Adarnasse Ier
- 937-958 : Sumbat Ier, fils du précédent
- 958-975 : Bagrat Ier, fils du précédent

En 975, le prince Bagrat Ier récupéra son royaume et continua à régner jusqu'en 994.
En 1008, le roi Bagrat III d'Ibérie unifia les royaumes d'Ibérie, d'Abkhazie et de Kakhétie et acheva ainsi l'unification et donc la création du royaume de Géorgie. À partir de ce moment, on ne parle plus d'Ibérie mais de Géorgie. Les prétendants suivants furent surtout des usurpateurs plutôt que des prétendants.

### Démétrius
Démétrius Bagration était le fils cadet du roi Georges Ier de Géorgie qui régna en 1014-1027. Probablement appuyé par la majorité de la noblesse géorgienne, il détrôna en 1035 son demi-frère Bagrat IV. Il "régna" ainsi pendant cinq ans mais en 1040, il fut vaincu par Bagrat IV. Il fut alors exilé en Alanie où il s'autoproclama à nouveau roi de Géorgie en 1047, titre qu'il garda jusqu'à sa mort qui se produisit en 1053 ou 1057 selon les sources.

### Demna Batonichvili
Demetre, aussi appelé Demna ou Temna Batonichvili, était le petit-fils du roi Demetre Ier (à ne pas confondre avec le Demetre ci-dessus). Son père, Davit (qui était le fils aîné de Demetre Ier) avait usurpé le trône en 1155, pendant six mois, mais il est tout de même considéré comme un vrai roi et non pas comme un usurpateur (contrairement à Demetre, fils de Giorgi Ier, qui fut souverain de facto de Géorgie pendant cinq ans). Davit mourut malade en 1155 et Demetre Ier redevint roi. À sa mort, ce fut son second fils Giorgi III qu'il nomma comme successeur, déshéritant ainsi le jeune Demna qui était le fils de Davit V. Toutefois, en 1177, l'amirspassalari de Géorgie Ioani Orbelia encouragea le jeune Demna à se faire proclamer roi et c'est ce qui se passa. La presque totalité des nobles du royaume l'encouragèrent mais le vrai monarque Giorgi III mata rapidement la révolte et fit exiler les nobles qui avaient soutenu Demna. Ioani Orbelia, sa famille et Demna Batonichvili furent chacun torturés et mis à mort.

### Georges de Russie
Georges, né sous le nom de Yuri, était le fils du prince de Vladimir André Ier Bogolioubski. Il fut titré Prince de Novgorod en 1172 et fut marié par son père à la reine Tamar de Géorgie, qui était à l'époque réputée pour sa beauté. Le mariage se déroula entre 1185 et 1187 et il changea son nom en celui de Georges le Russe. Mais hélas pour la reine, c'était un... "sodomite" (Nodar Assatiani). Et pour ne pas détériorer son image de reine sainte, elle fut contrainte à le renvoyer en 1188. Elle se remaria alors avec le prince ossète David Soslan qui fut nommé co-roi de Géorgie. Yuri, en colère, se révolta contre Tamar en 1191 et revint en Géorgie, où il fut soutenu par les princes Vardan Dadiani, Guzan de Klarjétie et Botso Jakéli. Il fut proclamé roi au palais de Geguti et captura plusieurs provinces. Dans une bataille décisive, Tamar vaincu Georges qui fut renvoyé en Russie. Nous ne savons plus rien d'autre sur lui après son second exil.

## Les prétendants au trône de la branche Bagrationi Mukhranski
Le roi Vakhtang VI de Karthli dut sous la pression du  gouvernement ottoman abandonner son royaume en 1723 et se réfugier avec toute sa famille en Russie où il mourut en 1737. Son fils et éphémère successeur sur le trône Bakar Ier le suivit et se mit au service du tsar avant de mourir à Moscou en 1750. Les exilés ne renoncèrent jamais à leurs droits au trône. La succession se trouva de ce fait dévolue pour les "légitimistes" aux rois titulaires de Géorgie :
- 1723-1737 : Vakhtang VI, dernier roi de Karthli de la famille Mukhranski
- 1737-1750 : Bakar Ier, fils du précédent
- 1750-1779 : Aleksandri (II), fils aîné du précédent
- 1779-1852 : Giorgi (XII), fils du précédent
- 1852-1861 : Nikoloz (Ier), fils de Jacob Levanovitch, lui-même petit-fils de Bakar Ier
- 1861-1898 : Ioani (II), fils du précédent
  - 1861-1866 : Jakob (Ier), oncle du précédent et frère de Nikoloz (Ier)
  - 1866-1880 : Sergi (Ier), frère du précédent

À la mort de Sergi (Ier) de Géorgie (en excluant le fils toujours vivant de Nikoloz (Ier), Ioani) la prétention au trône de Géorgie revint à la branche cadette des Bagrationi-Mukhranski, celle des princes Mukhranski. La lignée qui suit est donc la branche aînée des Bagratides et donc les héritiers des rois de Géorgie si, à la manière des princes Mukhranski, on regarde l'ancien royaume géorgien comme un royaume "salique" (interdisant les femmes à régner).
- 1880-1895 : Ioani (II), prince Mukhranski
- 1895-1903 : Konstantini (V), fils du précédent
- 1903-1918 : Aleksandri (III), petit-fils de Ioani (II)
- 1918-1957 : Giorgi (XIII), fils du précédent
- 1957-1977 : Irakli (III), fils du précédent
- 1977-2008 : Giorgi (XIV), fils du précédent
- 2008- : Davit (X), fils du précédent

### Ordre de succession à la prétendance au trône de la branche Bagrationi Mukhranski
1. Don Giorgi Bagration-Bagrationi (2011)
2. Don Gurami Ugo Bagrationi Mukhranski (1985)
3. Don Juan Jorge de Bagration y Ulloa (1977)
4. Mikhail Alexandrovitch Bagrationi Mukhranski (1938)
5. Aleksandri Mikhailovitch Bagrationi Mukhranski (1973)
6. Irakli Mikhailovitch Bagrationi Mukhranski (1977)
7. Aleksandri Bagration de Mukhrani (1956)
8. Mikhail Bagrationi Mukhranski (1920)
9. Giorgi Dmitrievitch Bagrationi Mukhranski (1932)
10. Dmitri Georgievitch Bagrationi Mukhranski (1971)
11. Jorge Bagration de Moukhran (1950)
12. Vladimir Otarovitch Bagrationi Mukhranski (1947)
13. Otar Vladirmirovitch Bagrationi Mukhranski (1973)
14. Aleksandri Bagration de Mukhrani (1980

## Les prétendants au trône de la branche Gruzinski
En Géorgie après une période de troubles et d’invasions les turcs Ottomans et la Perse s’accordèrent pour confier en 1744 le trône de Karthlie  à Teimouraz II de Kakhétie qui avait par ailleurs épousé une fille de Vakhtang VI de Karthli qui fut également déclarée reine en 1744 sous le nom de Thamar II de Géorgie (morte en 1746).
Leurs descendants occupèrent le trône de Géorgie réunifiée (Karthlie et Kakhétie) jusqu’à ce qu’après la mort du roi Georges XII de Géorgie le tsar Paul Ier de Russie écarte son héritier le régent David et annexe le pays. 
Les descendants du roi Georges XII furent ensuite admis dans la noblesse russe sous le nom de princes Grunzinski d’après le nom russe de la Géorgie « Gruzia »  et ils formèrent une autre lignée de prétendants au trône, qui se disait « traditionaliste » car ils acceptaient, à la manière du Moyen Âge, la montée des femmes sur le "trône" (même si les deux sœurs de Jean II furent écartés de la succession).
- 1800-1819 : Davit Bagrationi, fils de Georges XII
  - 1812 : Grigol Gruzinsky, fils du suivant et neveu de David (X)
- 1819-1839 : Ioane Batonichvili, fils de Georges XII et père du précédent
- 1839-1880 : Ivane Bagration-Grouzinski, fils de Grigol Gruzinski
- 1880-1888 : Davit Bagration-Grouzinski, fils de Bagrat Georguievitch Gruzinski et petit-fils du roi Georges XII
- 1888-19XX : Bagrat Bagrationi-Gruzinski, fils d'Alexandre Bagratovitch et neveu du précédent
- 19XX-1922 : Petre Bagration-Grouzinski, frère du précédent
- 1922-1939 : Konstantine Bagration-Grouzinski, fils du précédent
- 1939-1984 : Petre Bagration-Grouzinski, frère du précédent
- 1984-2025 : Nougzar Bagration-Grouzinski, fils du précédent
- 2025- : En attente de désignation

### Ordre de succession au trône de la branche Gruzinski
1. Anna Bagration-Gruzinsky
2. Giorgi Bagration-Bagrationi
3. Irina Bagration-Gruzinsky
4. Mariam Bagration-Gruzinsky
5. Maya Bagration-Gruzinsky
6. Themour Chichinadzé
7. Anna Chichinadzé
8. Dali Petrovna Bagration-Gruzinsky
9. Mzevinar Bagration-Gruzinsky
10. Pyotr Bagration-Gruzinsky
11. Evgeny Petrovitch Bagration-Gruzinsky
12. Marina Petrovna Bagration-Gruzinsky